# John Henry Barnes
John „Johnnie“ Henry Barnes, Indianername „Strong Heart“ (zu deutsch etwa „Entschlossenes Herz“), (* 16. August 1927 in Pettus, Texas; † 15. Juni 1989 in Springfield, Missouri) war der Gründer der christlichen Pfadfinderschaft Royal Rangers.

## Jugend
Johnnie Barnes wurde am 16. August 1927 als sechstes von sieben Kindern auf der familieneigenen Farm außerhalb von Pettus geboren. Im Jahr 1931 zog die Familie nach Alvord (Texas). Am 17. Mai 1940 schloss er die Elementary School in Nickelville ab. 1946 die Alvord High School. In der Schule galt er als guter Sportler. Außerhalb der Schule engagierte er sich stark, unter anderem bei den Boy Scouts of America. Seinen Wunsch Park-Ranger zu werden, verwarf er im Abschlussjahr der High School. Er wurde im Juni 1946 bei einer methodistischen Zeltmission Christ und fühlte einen Ruf, in den hauptberuflichen Gemeindedienst zu gehen. Als Mitglied einer methodistischen Kirche studierte er ab September 1946 an der methodistischen Bibelschule in Fort Worth. Im Oktober desselben Jahres erhielt er die Predigerlizenz für den Northern Texas Methodist Denton District. Zwischen 1948 und 1949 war er Bezirkspastor für zwei Gemeinden im Red River Valley.

## Die Jahre nach seinem Studium
Nach seinem Studium vermisste Barnes in der methodistischen Kirche tiefere spirituelle Erfahrungen mit Gott und dem Heiligen Geist; deshalb wechselte er zu den Assemblies of God (AOG). In dieser Zeit wurde er Pastor in Lubbock (Texas). Er und seine Frau Juanita wurden Evangelisten der Assemblies of God. 1956 wurde er Pastor der Gemeinde in Electra (Texas). In dieser Zeit beteiligte er sich in Organisationen wie der Civil Air Patrol, dem CVJM, dem Boy’s Club und den Pfadfindern.
Als Vorsitzender der Nord-Texas-Region für Jugendarbeit träumte er von einem Erziehungsprogramm zur Persönlichkeitsentwicklung, das den Bedürfnissen christlicher Jungen entsprechen sollte. 1961 beauftragten die Verantwortlichen des amerikanischen Gemeindeverbands Assemblies of God ihren Arbeitszweig für Männerarbeit, ein Konzept oder Programm für Jungs zu entwerfen. Der damalige Vorsitzende Howard Bush delegierte diese Aufgabe an Barnes.
Barnes zog 1962 in das Hauptquartier der AOG nach Springfield (Missouri) und machte sich an die Arbeit, ein Programm zu entwerfen. Die Idee fand er bei bestehenden Konzepten des Pfadfindertums, deren eigene Erlebnispädagogik den Bedürfnissen Heranwachsender am stärksten entgegenkam.

## Gründung der Royal Rangers
Rev. Barnes entwarf die Kluft und das Abzeichen der Royal Rangers, das sog. Royal Rangers Emblem, schrieb die Handbücher und organisierte das Royal-Rangers-Programm in neun Monaten. Die Idee für den Namen „Royal Rangers“ stammte jedoch nicht von ihm, sondern von Rev. Charles Scott. Die Gründung der Royal Rangers im Oktober 1962 erregte außergewöhnliches Aufsehen und hatte starken Zulauf. Die Royal Rangers sind noch heute der am stärksten wachsende Zweig der Assemblies of God.
1979 wurde Barnes auf Initiative von Paul Williscroft nach Deutschland eingeladen, um die Royal-Rangers-Arbeit auf der Bundeskonferenz der Arbeitsgemeinschaft der Christengemeinden Deutschlands (seit 1982 Bund Freikirchlicher Pfingstgemeinden) und in verschiedenen Gemeinden vorzustellen.
1980 traf Johnnie Barnes den späteren deutschen Bundesleiter Richard Breite in dessen Gemeinde in Bremen.
So war es auch Barnes der im Jahr 1981 zusammen mit Fred Deaver und Dr. Jerry Shepert das erste Nationale Trainingscamp (kurz NTC) auf der Schloss Naumburg bei Frankfurt am Main leitete, das folglich den offiziellen Start der Royal Rangers Arbeit in Deutschland markiert.
Von 1962 bis zu seinem Tod im Jahr 1989 leitete Barnes die Royal-Rangers-Arbeit in den USA, in der Funktion als „National Commander“ (Bundesleiter) und als Leiter der Royal Rangers International. Zu seinem Nachfolger wurde Rev. Ken Hunt ernannt.